# Großer Preis von Belgien 1937

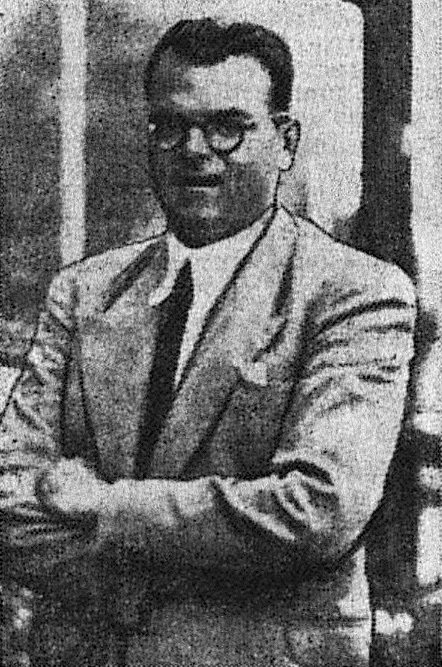
Einziger Grand-Prix-Sieg für Rudolf Hasse

Der VII. Große Preis von Belgien fand am 11. Juli 1937 auf dem Circuit de Spa-Francorchamps statt. Als Grande Épreuve zählte er zur Grand-Prix-Europameisterschaft 1937 und wurde nach den Bestimmungen der Internationalen Grand-Prix-Formel (Rennwagen bis maximal 750 kg Leergewicht; 85 cm Mindestbreite; Renndistanz mindestens 500 km) über 34 Runden à 14,864 km ausgetragen, was einer Gesamtdistanz von 505,38 km entsprach.
Sieger wurde Rudolf Hasse auf einem Auto Union Typ C, der damit den einzigen Grand-Prix-Erfolg seiner Karriere erringen konnte.

## Rennen
Obwohl die Rennsaison 1937 bereits seit drei Monaten lief, eröffnete erst der Große Preis von Belgien die Reihe der eigentlichen, offiziellen Internationalen Grands Prix. Obendrein war das Rennen mit nur acht zum Start versammelten Teilnehmern wieder einmal sehr schwach besetzt, was dieses Mal jedoch hauptsächlich am zu eng gesetzten Rennkalender lag. Nur eine Woche zuvor war auf dem Roosevelt Raceway in Westbury, New York das hochdotierte Rennen um den Vanderbilt Cup als eine Art Wettbewerb der zwei Welten angesetzt, so dass diesem beinahe alle Topstars den Vorzug gaben. Um dennoch rechtzeitig nach Belgien zu kommen, hatten die beiden Spitzenpiloten von Daimler-Benz und der Auto Union AG sogar geplant, mit dem Luftschiff zurück nach Europa zu reisen, doch nach der Katastrophe von Lakehurst am 6. Mai 1937 wurde der Linienbetrieb umgehend eingestellt und alle Teilnehmer mussten dann doch wieder per Schiff den Atlantik überqueren.
So waren in Spa-Francorchamps die drei Werksrennställen nur mit ihren B-Mannschaften vertreten. Bei der Auto Union, die weiterhin mit ihrem bewährten Vorjahresmodellen „Typ C“ antrat, starteten Hans Stuck, der es gerade noch rechtzeitig geschafft hatte, von einer mäßig erfolgreichen Südamerikareise zurückzukehren, dazu die Junior-Fahrer Rudolf Hasse und H. P. Müller, der zuvor nach seinem Wechsel aus dem Motorradsport erst ein Rennen für das Team bestritten hatte. Eigentlich war auch der sehr erfahrene Luigi Fagioli gemeldet worden, der für die Saison neu verpflichtet worden war, doch litt er inzwischen so sehr an Rheumatismus, dass er auf die Teilnahme verzichten musste.
Hauptkonkurrent war die Mannschaft von Daimler-Benz, die sich nach dem enttäuschenden Verlauf der Vorsaison komplett neu aufgestellt und mit dem neuen Mercedes-Benz W 125 wieder ein echtes Erfolgsmodell auf die Räder gestellt hatte. Neben zahlreichen Verbesserungen an Chassis und Fahrgeometrie kam dabei auch noch einmal ein erheblicher Leistungssprung zustande und mit an die 600 PS Motorleistung blieb es auf Jahrzehnte hinaus das stärkste Grand-Prix-Modell überhaupt. Ohne Mannschaftskapitän Caracciola setzte das Team auf die Dienste des erfahrenen Manfred von Brauchitsch, den gerade erst zum Stammfahrer aufgerückten Hermann Lang, der zuvor bei den Rennen von Tripolis und auf der AVUS prompt zwei unerwartete Siege eingefahren hatte, sowie den jungen Schweizer Nachwuchsfahrer Christian Kautz.
Schließlich war auch die Scuderia Ferrari als nun auch offiziell zu Alfa Romeo gehörendes Werksteam mit zwei Autos des Vorjahrestyps Alfa Romeo 12C-36 für Carlo Felice Trossi und Raymond Sommer vertreten, weil sich auch Tazio Nuvolari, Giuseppe Farina und Antonio Brivio noch auf dem Weg zurück nach Europa befanden. Das Modell war jedoch bereits 1936 schon nicht wirklich konkurrenzfähig gewesen und über den Winter zudem kaum weiterentwickelt worden.
Trotz der nominell wie numerisch schwachen Besetzung entwickelte sich ein durchaus unterhaltsames Rennen. Wie immer waren die Startplätze ausgelost worden, so dass sich Sommer mit dem verhältnismäßig langsamen Alfa Romeo in der besten Position wiederfand. Am Start hatte er dann gegen Stuck auf dem Auto Union ebenso wenig eine Chance, wie neben ihm von Brauchitsch, der als sprichwörtlicher Pechvogel schon im Training einen Überschlag relativ unversehrt überstanden hatte und an dessen Mercedes nun noch in der Startaufstellung ein Kühlerleck repariert werden musste, wodurch das Auto erst mit etwas Verspätung in die Gänge kam. Nach einem Rennen abgeschlagen im Mittelfeld musste er schließlich kurz vor Schluss mit einem Kompressordefekt endgültig die Segel streichen.
Bei der Auto Union war die taktische Anweisung ausgegeben worden, dass Stuck ohne Rücksicht auf das Material ein möglichst hohes Tempo vorlegen sollte, während Hasse vor allem möglichst den Reifenverschleiß im Auge und mit nur einem planmäßigen Boxenstopp über die Runden kommen sollte. Im Endeffekt erwiesen sich die beiden Strategien jedoch als in etwa gleichwertig, so dass sich zusammen mit Langs Mercedes ein interessanter Dreikampf an der Spitze entwickelte.
Dem Plan entsprechend zog Stuck zunächst unaufhaltsam davon, musste aber schon in der neunten Runde mit sich auflösendem Reifen an die Boxen. Auch Lang kam zwei Runden später zu seinem ersten planmäßigen Halt, so dass nun Hasse das Rennen mit etwa 40 Sekunden Vorsprung anführte. Als er zur Rennmitte seinerseits seinen Tank- und Reifenstopp einlegte, kamen Stuck und Lang wieder vorbei, so dass das Rennen praktisch wieder von vorne begann. Kurz darauf musste dann Stuck noch einmal stoppen und als in der 23. Runde sich schließlich auch an Langs Auto ein Reifen auflöste, war der Auto-Union-Junior wieder vorn. Lang, der unmittelbar vor Stuck wieder zurück auf die Strecke gekommen war, war daraufhin drauf und dran, das Blatt noch einmal zu wenden, doch in der 29. Runde erlitt er einen Defekt an der Hinterachse, wonach er das Auto kaum noch auf der Strecke halten konnte. Damit war Hasse der verdiente erste Grand-Prix-Sieg seiner Karriere nicht mehr zu nehmen, während auch Stuck den angeschlagenen Mercedes noch überholen konnte und so den Doppelerfolg für die Auto Union sicherstellte.

## Ergebnisse

### Meldeliste
| Team             | Nr. | Fahrer                  | Fahrer | Chassis             | Motor                                    | Reifen |
| ---------------- | --- | ----------------------- | ------ | ------------------- | ---------------------------------------- | ------ |
| Daimler-Benz AG  | 02  | Hermann Lang            |        | Mercedes-Benz W 125 | Mercedes-Benz M 125 F 5.7L I8 Kompressor | C      |
| Daimler-Benz AG  | 04  | Manfred von Brauchitsch |        | Mercedes-Benz W 125 | Mercedes-Benz M 125 F 5.7L I8 Kompressor | C      |
| Daimler-Benz AG  | 06  | Christian Kautz         |        | Mercedes-Benz W 125 | Mercedes-Benz M 125 F 5.7L I8 Kompressor | C      |
| Daimler-Benz AG  |     | Hans-Hugo Hartmann      | RES    | Mercedes-Benz W 125 | Mercedes-Benz M 125 F 5.7L I8 Kompressor | C      |
| Auto Union AG    | 08  | Hans Stuck              |        | Auto Union C        | Auto Union 6.0L V16 Kompressor           | C      |
| Auto Union AG    | 10  | Luigi Fagioli           | DNA a  | Auto Union C        | Auto Union 6.0L V16 Kompressor           | C      |
| Auto Union AG    | 12  | Rudolf Hasse            |        | Auto Union C        | Auto Union 6.0L V16 Kompressor           | C      |
| Auto Union AG    | 14  | Hermann Paul Müller     |        | Auto Union C        | Auto Union 6.0L V16 Kompressor           | C      |
| Scuderia Ferrari | 16  | Raymond Sommer          |        | Alfa Romeo 12C-36   | Alfa Romeo 4.1L V12 Kompressor           | E      |
| Scuderia Ferrari | 18  | Carlo Felice Trossi     |        | Alfa Romeo 12C-36   | Alfa Romeo 4.1L V12 Kompressor           | E      |
| Lancia Belgium   | 20  | Franz Gouvion           | DNS b  | Maserati 8CM        | Maserati 3.0L I8 Kompressor              |        |

## Startaufstellung
Die Startpositionen wurden nicht anhand der Trainingszeiten vergeben, sondern den Teams zugelost, die sie dann mit ihren Fahrern besetzen konnten.
| Stuck  |       | von Brauchitsch |      | Sommer |
|        |       |                 |      |        |
|        | Hasse |                 | Lang |        |
|        |       |                 |      |        |
| Müller |       | Kautz           |      | Trossi |
|        |       |                 |      |        |

### Rennergebnis
| Pos. | Fahrer                  | Konstrukteur  | Runden | Stopps | Zeit         | Start | Schnellste Runde | Ausfallgrund        | EM-Punkte |
| ---- | ----------------------- | ------------- | ------ | ------ | ------------ | ----- | ---------------- | ------------------- | --------- |
| 01   | Rudolf Hasse            | Auto Union    | 34     | 1      | 3:01:22,0 h  | 5     |                  |                     | 1         |
| 02   | Hans Stuck              | Auto Union    | 34     | 2      | + 42,0 s     | 3     |                  |                     | 2         |
| 03   | Hermann Lang            | Mercedes-Benz | 34     | 2      | + 1:45,0 min | 4     | 5:04,7 min       |                     | 3         |
| 04   | Christian Kautz         | Mercedes-Benz | 34     |        | + 3:03,0 min | 7     |                  |                     | 4         |
| 05   | Raymond Sommer          | Alfa Romeo    | 33     |        | + 1 Runde    | 1     |                  |                     | 4         |
| —    | Manfred von Brauchitsch | Mercedes-Benz | 31     |        | DNF          | 2     |                  | Kompressorschaden   | 5         |
| —    | Hermann Paul Müller     | Auto Union    | 13     |        | DNF          | 8     |                  | gerissene Ölleitung | 6         |
| —    | Carlo Felice Trossi     | Alfa Romeo    | 5      |        | DNF          | 6     |                  | Motorschaden        | 7         |

| Legende | Legende                                             | Legende   | Legende |
| Farbe   | Bedeutung                                           | EM-Punkte |         |
| ------- | --------------------------------------------------- | --------- | ------- |
| Gold    | Sieg                                                | 1         |         |
| Silber  | 2. Platz                                            | 2         |         |
| Bronze  | 3. Platz                                            | 3         |         |
| neutral | mehr als 75 % der Renndistanz zurückgelegt          | 4         |         |
| neutral | zwischen 50 % und 75 % der Renndistanz zurückgelegt | 5         |         |
| neutral | zwischen 25 % und 50 % der Renndistanz zurückgelegt | 6         |         |
| neutral | weniger als 25 % der Renndistanz zurückgelegt       | 7         |         |
| neutral | DNF – Rennen nicht beendet (did not finish)         | 8         |         |
| neutral | nicht angetreten oder nicht gestartet               | 8         |         |
| Schwarz | DSQ – disqualifiziert (disqualified)                | 8         |         |